# إليزابيث سيتي
إليزابيث سيتي (بالإنجليزية: Elizabeth City) هي مدينة أمريكية ومركز مقاطعة باسكوتانك في ولاية كارولاينا الشمالية في الولايات المتحدة الأمريكية.

## المناخ
يظهر الجدول التالي التغييرات المناخية على مدار السنة لإليزابيث سيتي:
| البيانات المناخية لـإليزابيث سيتي   | البيانات المناخية لـإليزابيث سيتي | البيانات المناخية لـإليزابيث سيتي | البيانات المناخية لـإليزابيث سيتي | البيانات المناخية لـإليزابيث سيتي | البيانات المناخية لـإليزابيث سيتي | البيانات المناخية لـإليزابيث سيتي | البيانات المناخية لـإليزابيث سيتي | البيانات المناخية لـإليزابيث سيتي | البيانات المناخية لـإليزابيث سيتي | البيانات المناخية لـإليزابيث سيتي | البيانات المناخية لـإليزابيث سيتي | البيانات المناخية لـإليزابيث سيتي | البيانات المناخية لـإليزابيث سيتي |
| الشهر                               | يناير                             | فبراير                            | مارس                              | أبريل                             | مايو                              | يونيو                             | يوليو                             | أغسطس                             | سبتمبر                            | أكتوبر                            | نوفمبر                            | ديسمبر                            | المعدل السنوي                     |
| ----------------------------------- | --------------------------------- | --------------------------------- | --------------------------------- | --------------------------------- | --------------------------------- | --------------------------------- | --------------------------------- | --------------------------------- | --------------------------------- | --------------------------------- | --------------------------------- | --------------------------------- | --------------------------------- |
| متوسط درجة الحرارة الكبرى °ف (°م)   | 50.9 (10.5)                       | 53.9 (12.2)                       | 60.7 (15.9)                       | 69.5 (20.8)                       | 76.8 (24.9)                       | 84.7 (29.3)                       | 87.5 (30.8)                       | 86.6 (30.3)                       | 81.2 (27.3)                       | 72.5 (22.5)                       | 64.0 (17.8)                       | 54.2 (12.3)                       | 70.2 (21.2)                       |
| متوسط درجة الحرارة الصغرى °ف (°م)   | 31.9 (−0.1)                       | 34.4 (1.3)                        | 39.6 (4.2)                        | 47.9 (8.8)                        | 56.7 (13.7)                       | 66.1 (18.9)                       | 70.0 (21.1)                       | 68.7 (20.4)                       | 63.1 (17.3)                       | 52.3 (11.3)                       | 42.2 (5.7)                        | 34.6 (1.4)                        | 50.6 (10.3)                       |
| الهطول إنش (مم)                     | 2.56 (65)                         | 2.72 (69)                         | 3.49 (89)                         | 2.92 (74)                         | 4.00 (102)                        | 4.94 (125)                        | 4.97 (126)                        | 5.78 (147)                        | 4.55 (116)                        | 2.97 (75)                         | 3.02 (77)                         | 3.11 (79)                         | 45.03 (1٬144)                     |
| متوسط تساقط الثلوج إنش (سم)         | 1.4 (3.6)                         | .5 (1.3)                          | .7 (1.8)                          | 0 (0)                             | 0 (0)                             | 0 (0)                             | 0 (0)                             | 0 (0)                             | 0 (0)                             | 0 (0)                             | .1 (0.25)                         | .3 (0.76)                         | 3.0 (7.6)                         |
| متوسط أيام هطول الأمطار (≥ 0.01 in) | 8.6                               | 8.9                               | 9.7                               | 9.1                               | 10.8                              | 10.1                              | 11.8                              | 10.8                              | 9.1                               | 7.7                               | 7.9                               | 9.5                               | 114.2                             |
| متوسط الأيام المثلجة (≥ 0.1 in)     | 0.7                               | 0.3                               | 0.2                               | 0                                 | 0                                 | 0                                 | 0                                 | 0                                 | 0                                 | 0                                 | 0.1                               | 0.2                               | 1.5                               |
| المصدر: NOAA                        |                                   |                                   |                                   |                                   |                                   |                                   |                                   |                                   |                                   |                                   |                                   |                                   |                                   |

## أعلام
- ستيفن جاي راسيل
- أنتوني سميث
- سكوت ساندرز
- كلينتون إل. كوب
- كيني وليامز
- إدوارد سنودن